# 加羅林側帶小公魚
加羅林側帶小公魚為輻鰭魚綱鲱形目鳀科的其中一種，分布於中西太平洋的加羅林群島海域，棲息深度可達50公尺，本魚體延長，上頷突出，超過前鰓蓋，峽部肌肉逐漸變細，均勻地向前鰓膜後緣，腹鰭長，體側具一銀色條紋，臀鰭軟條18-20枚，體長可達6公分，棲息在沿海，喜群游。

## 擴展閱讀
- 維基物種上的相關：加羅林側帶小公魚